# Дабель
Дабель (нем. Dabel) — община в Германии, в земле Мекленбург-Передняя Померания.
Входит в состав района Пархим. Подчиняется управлению Штернбергер Зеенландшафт.  Население составляет 1440 человек (на 31 декабря 2010 года). Занимает площадь 24,72 км². В 1972 году на окраине Дабеля были построены армейские казармы. До Второй мировой войны в Дабеле проводился "Мекленбургский сельский день", а при ГДР проходил Дабельский сельский праздник.